# Żerechowa
Żerechowa – wieś w Polsce położona w województwie łódzkim, w powiecie piotrkowskim, w gminie Łęki Szlacheckie. Graniczy z Tomawą, Mierzynem, Piwakami i innymi pomniejszymi wsiami. 
| SIMC    | Nazwa             | Rodzaj    |
| ------- | ----------------- | --------- |
| 0545596 | Żerechowa-Kolonia | część wsi |

W latach 1975–1998 miejscowość administracyjnie należała do województwa piotrkowskiego.
10 maja 1944 żandarmi niemieccy w odwecie za zabicie przez oddział AK 9 żandarmów i policjanta granatowego na drodze z Żerechowo do Kazimierzowa spacyfikowali wieś. Wcześniej ludność opuściła wieś bojąc się represji za akcję partyzantów. Niemcy zabili pozostałe we wsi osoby i spalili 76 budynków. Śmierć w czasie pacyfikacji poniosło 6 osób.  